# 南知多グリーンバレイ
座標: 北緯34度44分52.9秒 東経136度53分59.2秒 / 北緯34.748028度 東経136.899778度

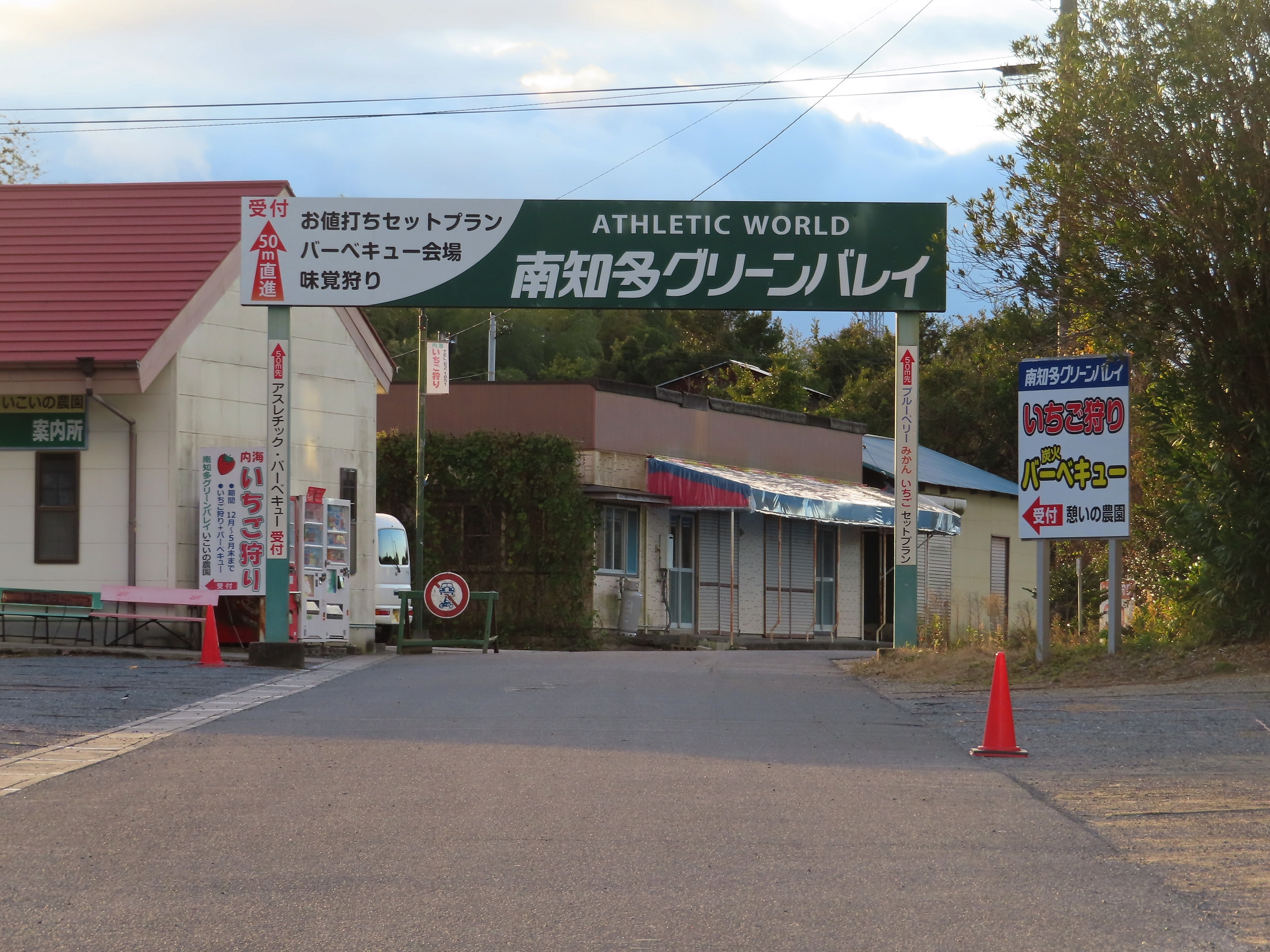
外観（2021年（令和3年）12月）

南知多グリーンバレイ（みなみちたグリーンバレイ、Minami Chita Green Valley）は、愛知県知多郡南知多町にあるアウトドアレジャー施設。1994年（平成6年）に日本初のバンジージャンプ場を開設したことで知られる。

## 概要
所在地は愛知県知多郡南知多町内海打越77-1。最寄り駅は名鉄知多新線の内海駅。
園内には、入園無料で遊べるフィールドアスレチックやボールプール、また別途有料のバンジージャンプ、スカイコースター、パターゴルフなどがあるほか、バーベキューやデイキャンプが可能である。また観光農園でのブルーベリー狩り・いも掘り・みかん狩りが楽しめる。
正式名称は「南知多グリーンバレイ」であるが、「南知多グリーンバレー」「南知多グリーンバレエ」などとしばしば誤記される。

## アクセス
自家用車
- 知多半島道路[4]（南知多道路）
  - 南知多インターチェンジから車で約5分[4]
  - 大高インターチェンジから車で約45分[4]

鉄道
- 名鉄名古屋駅から[4]
  - 名鉄知多新線 内海駅よりタクシーで約10分[4]（徒歩で約30分）。
  - 名鉄河和線 河和駅よりタクシーで約15分[4]。

路線バス
- 路線バスの便はない。

## 事故
1995年（平成7年）9月10日、バンジージャンプで、従業員が客に対しジャンプを指導していた最中に、跳ぶ番になり怖くなった客がためらった後、従業員の右腕をつかんでジャンプした。従業員は命綱を着けておらず、客に引っ張られた従業員は高さ約18.5mのジャンプ台から転落し即死した。地面には縦9m・横6mの二層式エアマットがあったが、落下中に従業員の体が振られたため、マットから約50cm離れた芝生に叩き付けられた。

## いこいの農園・イチゴ狩り施設
隣接する「南知多グリーンバレイ いこいの農園」（愛知県知多郡南知多町内海打越22-1）にはイチゴ農園があり、イチゴ狩りやバーベキューができる。南知多グリーンバレイの公式ウェブサイトには「園内にいちご狩りはございません。隣接するいちご園（いこいの農園）とは経営が異なります。」と明記されている。
なお、いこいの農園の公式ウェブサイトには「『南知多グリーンバレイ』とは、この地域一帯の総称です。隣接するフィールドアスレチック・バンジージャンプなどの施設にもイチゴ狩りなどがございますが、当園とは別の営業となりますのでご注意下さい。」との注意書きがあるが、上述のとおり、南知多グリーンバレイ内にイチゴ狩り農園は存在しない。